# Trioksimetilen
Trioksimetilen je trdna brezbarvna snov, ki ima aromatičen vonj. Slovensko ime je 1, 3, 5 TRIOKSAN. Tališče trioksimetilena je pri 60 °C, vrelišče pri 162 °C, plamenišče pri 45 °C in vnetišče pri 410 °C. Molekulska formula trioksimetilena je C3 H6 O3.

## Identifikacija snovi ali pripravka:
- Gorljiva/vnetljiva snov.
- Lahko pride do vžiga zaradi trenja, segrevanja, iskre ali plamena.
- Snov lahko gori intenzivno s širjenjem plamena.
- Prašek, prah, ostružki, izvrtki ali odrezki lahko eksplodirajo ali silovito (nekontrolirano) gorijo.
- Snov se lahko prevaža v raztaljenem stanju.
- Lahko se ponovno vname po pogasitvi požara.
 Identifikacija snovi ali pripravka:
 Uporaba snovi ali pripravka:

## Ugotovitve o nevarnih lastnostih:
Napotki za nevarnost:

## Ukrepi za prvo pomoč:
- Premaknite ponesrečenca na sveži zrak.
- Nudite umetno dihanje, če ponesrečenec ne diha.
- Uporabite kisik, če je dihanje oteženo.
- Odstranite in izolirajte kontaminirano obleko in obutev.
- V primeru stika s snovjo takoj izpirajte kožo ali oči s tekočo vodo najmanj 20 minut.
- Odstranitev strjene taline s kože zahteva zdravniški poseg.
- Poškodovanca pokrijte in pustite počivati.
- Poskrbite, da je medicinsko osebje seznanjeno z nevarnostjo in zagotovite uporabo ustrezne varovalne oprem

## Ukrepi ob požaru:
Posebne nevarnosti:
- Pri požaru lahko nastanejo dražilni in/ali strupeni plini.
- Stik s snovjo lahko draži ali peče kožo in oči.
- Stik z raztaljeno snovjo lahko povzroči hude opekline kože in oči.
- širjenje požara lahko povzroča onesnaženje.
Razlitje/razsutje
- Evakuirajte ljudi v razdalji 100 metrov v vseh smereh.
Mali požar
- Prah, CO2, pesek, zemlja, razpršena voda ali pena.

Veliki požar
- Razpršena voda, vodna megla ali pena.
- Premaknite kontejner iz območja požara, če je to varno.
Goreči kamioni, cisterne
- Hladite kontejner z velikimi količinami vode, tudi potem, ko ne gori več.
- Pri velikih požarih uporabljajte vodne topove in od daleč nanašajte vodo na požar; če je to nemogoče, se umaknite in pustite ogenj goreti.
- Umaknite se takoj, če slišite čudne zvoke ali opazite, da se spreminja barva cisterne ali kontejnerja.
- Vedno se odmaknite od goreče cisterne.
Primerna sredstva za gašenje:
- Če gori železniški vagon, cisterna ali priklopnik, izolirajte 800 m v vseh smereh; prav tako evakuirajte ljudi v polmeru 800 m in izvedite ukrepe varovanja ter reševanja.

Posebna zaščitna oprema za gasilce:

## Ukrepi ob nezgodnih izpustih
- Odstranite vse vire vžiga (ne kadite, odstranite iskrenje in plamen v neposredni okolici).
- Ne dotikajte se ali hodite po razsuti/razliti snovi.
Manjše razsutje (suho)
- Snov poberite s čisto lopato v čist, suh zbiralnik in pokrijte; odstranite zbiralnik z območja razsutja.

Večje razsutje
- Navlažite z vodo in shranite za kasnejšo oskrbo.
- Preprečite vstop v vodne vire, kanalizacijo, kleti ali zaprte prostore.

Previdnostni ukrepi, ki se nanašajo na ljudi:

Ekološki zaščitni ukrepi

- Uporabite izolirni dihalni aparat (IDA).
- Gasilska zaščitna obleka je priporočljiva samo v primeru požara; ta je neučinkovita v drugih situacijah. 

## Nadzor nad izpostavljenostjo/varnost in zdravje pri delu
- Izolirajte področje razsutja ali iztekanja takoj 25 m v vseh smereh.
- Ne pustite blizu nepooblaščenih oseb.
- Ostanite v zavetrju.
- Ne zadržujte se v nižjih predelih.